# 葡萄彈

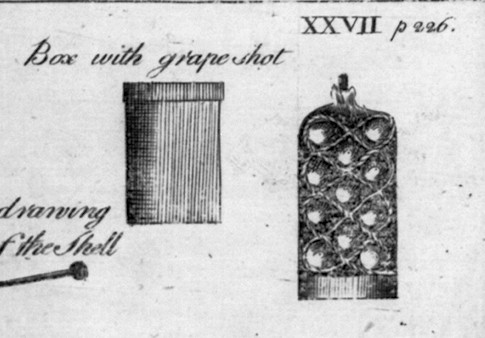
葡萄彈

葡萄彈（Grapeshot）由許多小圓球（通常為鐵丸）組成的炮彈，歐洲於18世紀至19世紀使用，主要用作殺傷武器。此名稱由其組合鐵球的構造與葡萄相似而來。通常本彈裝填於加農砲內，在陸戰與海戰中當作對人炮彈使用。1795年法国大革命期间保皇黨武裝叛亂時，拿破崙便是使用此炮彈鎮壓保皇黨。
为了便于装填，将数颗球形铁弹子或铅弹子装在一个弹壳（圆桶和箱形弹体）内，或者是将它们固定在一起。就类似于现在霰弹枪子弹的造型，不过是以一个大圆桶用火炮来发射。雖然葡萄弹的原理近似霰弹，但霰弹并不完全等于葡萄弹；葡萄彈是当时海军的弹种，而非陆军的。
典型的是將許多鐵丸中，每3個鐵丸用鐵箍捆在一起，再用鑄鐵片裝入很薄的容器，發射後容器爆裂，裏面的鉛彈丸或鐵彈丸將形成大面積的散射，威力極大。由於葡萄彈在爆炸同時內部鐵球就飛散，故其射程並不遠，是用於近距離的霰彈，通常內含三層，每層三顆鐵彈丸，外殼以鐵環、帆布、或繩網製成，有一塊金屬底板。外面没有壳包裹，样子就像一大串的葡萄，所以就称为葡萄弹。這種彈藥的外殼在離開砲口後很快就破裂，裡面的彈丸在火药的冲击下冲破弹体的束缚向四周飞散，增加殺傷面積。通常用於近距離（50─350碼）殺傷人員。
在海戰中，葡萄彈類似於許多小炮彈，用於撕裂敵船的帆，或是對甲板上的人員造成大面積殺傷。而且彈丸很難被取乾淨，非常容易造成船員外傷感染。
葡萄彈在內含彈莢的榴霰彈與內含炸藥的榴彈開發實裝後，便被淘汰不再生產。